# 八王子 (廣播劇)
《八王子》是香港商業電台叱吒903從2005年1月至7月其間逢星期六15:00至17:00播放的廣播劇，以廣東話播出，共有21集。 故事是少爺占的意念，實際文本由王貽興創作。另於2005年7月出版同名小說，形式為粵語白話文的廣播劇劇本，分為《八王子 01》及《八王子 02》兩冊。

## 背景
故事以8名出生於1970年代末期的中學同學的成長故事為背景。 以8人於2005年間重遇其實的經歷，及其中回憶的1990年代及香港主權移交後的大事，訴說其間的變化讓聽眾及讀者回憶起其間香港人的集體回憶。其中包括如80年代末90年代初的六四事件、移民潮、Yes!雜誌、荔園、海洋公園的水上樂園、名人Beyond樂隊、新馬師曾等等，還有主權移交以後的SARS、23條等。
通過對各種人物事物的記述，還表達了友情和事物隨時間改變而變生生疏和陌生的無奈。

### 關於名字
根據小說中少爺占所寫的序，故事內容及8個人物的性格已一早有定案。後來得悉到一名朋友在日本的創價大學留學，知道八王子市這個地方，認為十分合適故事，因此將故事命名為《八王子》。

### 關於作者
正如上面為說，少爺占一早已有定出故事的內容，但自己一直沒有時間下筆。後來讀過王貽興的《鐵人甲》後，再看過他的個人網頁，認為他合適寫這個故事，因此交代故事大綱便請他創作這廣播劇。

## 人物

### 主要人物
古霑 (少爺占飾；小說代號 古)
故事主角，開設了一間二手雜貨店。被動、多愁善感、經常逃避現實。
馬兆齡 (王貽興飾；小說代號 E)
花名馬小玲，慢慢相傳為Elaine，各人均以英文名相稱。中學時志願時作家，實際做了一名教師。有妻子及一名女兒。
常歡 (梁文禮飾；小說代號 P)
英文名Peter，各人均以英文名相稱。朋友均懷疑他是同性戀者，言行女性化。現職雜誌設計家，主角中學要好朋友。
梁繼忠 (肥佬錢飾；小說代號 忠)
花名忠瘟雞。因家庭環境變得貪財。是一名胖子。現在於寬頻上網公司任推銷員。
丁孝 (豪飾；小說代號 孝)
花名丁蟹 (電視劇大時代角色)。自稱黑社會，現在於手提電話店工作。
胡耀康 (小胡飾；小說代號 胡)
各人以小胡相稱，花名胡耀邦。中學時代矢言要成立樂隊，現於影碟店工作。
吳志剛 (陳刀飾；小說代號 志)
各人以阿志相稱，花名吳剛。學業成續出眾，面上有胎痣。已移民外國。曾向Peter表白。

### 其他人物
林戚 (林一峰飾；小說代號 林)
花名傻戚戚。在眾人中不起眼，經常被人遺忘。
黎振邦 (藍奕邦飾；小說代號 黎)
比主角低三級的學弟。曾是物理治療師。
成繼興 (林海峰飾；小說代號 成)
因主角誤叫而有花名戚繼光。主角的學長。
李雅韻 (張帆飾；小說代號 李)
主角同級同學，就讀精英班。Elaine妻子。
張煩 (JUNE飾；小說代號 煩)
主角初戀女友。美女一名。已移居海外。
梁雁晴 (JANNY@KRUSTY飾，小說代號 V)
英文名Vivian，主角同級同學。
劉小慧(蝦頭飾；小說代號 慧)
被眾人稱為梅小惠。跟Vivian很要好的同學。
歐家全 (?飾；小說代號 歐)
訓導主任，喜歡打罵學生，學生均稱他為不死奇人。

## 各集題目
1. 到底有誰能夠告訴我
2. 逝去日子
3. 靈通天地線
4. 一起走過的日子
5. 告別校園時
6. 衣櫃裡的男人
7. 畫出彩虹
8. 一人有一個萬想
9. 超級街童霸王
10. 真夏之果實
11. 十七歲的雨季
12. 我和我的荔園
13. 博愛熠熠燿東華
14. 初戀無限
15. 戀愛後，二加一
16. 藍色大門
17. 那年煙花特別多
18. 回到未來
19. 我們都是這樣長大的
20. 活在瘟疫蔓延時
21. 奔向未來的日子

## 歌曲
主題曲
《相約在八王子》 演唱：野仔
插曲
《我和我的影子》 演唱：林一峰
《無瑕時代》 演唱：藍奕邦

## 小說
據作者王貽興所說，他是刻意使用粵語白話文而不用白話文去出版這小說，因為這樣才能保留地道的香港特色。
《八王子 01》 ISBN 9889860325
《八王子 02》 ISBN 9889860333